# リズムにノッて答えろ ザ・ピンポンブー
リズムにノッて答えろザ・ピンポンブー（リズムにノッてこたえろザ・ピンポンブー）は、TBS系列にて放送されていたクイズ番組である。

## 出演者

### 司会
- 加藤浩次（極楽とんぼ）
- 石井大裕（TBSアナウンサー、第1回担当）
- 高島彩（第2回担当）

### 解答者
第1回
- 岡田圭右（ますだおかだ）
- 斎藤司（トレンディエンジェル）
- 篠山輝信
- 紘毅
- 前田航基
- いとうあさこ
- 今井華
- 小林恵美
- 三倉茉奈
- 優木まおみ

第2回
- レイザーラモンRG（レイザーラモン）
- とにかく明るい安村
- 本村健太郎
- 黒木華
- 松尾依里佳
- 坂口健太郎
- 篠原ともえ
- グローバー
- ムロツヨシ
- 岡副麻希
- 徳井義実（チュートリアル）
- 歌広場淳（ゴールデンボンバー）
- 坂上忍
- 斎藤司（トレンディエンジェル）
- 要潤

## ルール・主なクイズ
トラック（コーナー）ごとに勝ったチームに音符が与えられ、最終的に音符の多いチームが優勝となる。
ワン・ツー・スリーラップ
韻を踏んでいる（語尾が一緒）3つのモノの名前をラップのリズムに合わせて答える。正解数が1番多いチームが音符獲得。
ピックアップイングリッシュ（リズムQでは答えなさいメドレー）
10問を5人で順番に問題を選び答える。「答えなさいメドレー」では順番に2周、「ピックアップイングリッシュ」では間違えた人から脱落し全員脱落するまで行われる。正解数の多いチームが音符獲得。
一画入魂
漢字に1画足し別の漢字にする。全チーム1人ずつ一斉に答え、間違えると脱落となり次の人に交代。最後まで全滅しなかったチームが音符獲得。
どーなるの?ミュージック
身近なものを使った実験に関する3択クイズ。チーム全員で相談し答える。正解数が1番多いチームが音符獲得。
コトバの意味を知ってる!
言葉の語源・由来に関する2択クイズ。1問毎に解答者を1人選んで答える。不正解だと床が開き落下して脱落となる。全員が脱落する前に5問正解で音符獲得。
アンケートワルツ!
特定の層1000人に聞いた2択のアンケートの結果を予想するクイズ。チーム全員で相談し答える。1問正解毎に音符1つ獲得。

## 主なスタッフ
2016年3月27日時点
- 作・構成／
- ナレーション／
- AP／
- 演出／井手比左士
- プロデューサー／神田祐子、平田さおり
- エグゼクティブプロデューサー／正木敦
- 制作／TBS

歴代のスタッフ